# Ketu sud
Pour les articles homonymes, voir Ketu (homonymie).
Le district de Ketu sud  (officiellement Ketu South District, en Anglais) est l’un des 18 districts de la Région de la Volta au Ghana.
Ce nouveau district a été formé en février 2008 à partir de la scission du district de Ketu en 2 districts distincts: Ketu sud et Ketu nord.

## Villes et villages du district
| - Denu - Dzodze - Aflao - Avoeme - Klikor | - Penyi - Agbozume - Hedzranawo - Ehie Tedzewu - Afife | - Adafienu - Blekusu - Adina - Agavedz - Weta | - Viefe - Nogokpo - Agblekpui - Devego |

## Sources
- (en)
- (en) Site de Ghanadistricts